# Gina Kolata
Gina Kolata, geborene Bari (* 25. Februar 1948 in Baltimore) ist eine US-amerikanische Wissenschaftsjournalistin.
Sie ist die Tochter der Mathematikerin Ruth Aaronson Bari (1917–2005). Kolata studierte Molekularbiologie an der University of Maryland (Bachelorabschluss, sie studierte das auch später anderthalb Jahre weiter am Massachusetts Institute of Technology) und machte ihren Master-Abschluss in Angewandter Mathematik an der University of Maryland.
Seit 1973 war sie bei Science und schrieb Beiträge seit 1974 (insbesondere über Mathematik und Biologie). 1987 wechselte sie zur New York Times. Sie veröffentlichte mehrere Bücher, unter anderem über das Klonen, die Spanische Grippe, das Abnehmen und Fitness-Programme. Sie lehrt an der Princeton University (ab 1996 als McGraw Professor) und an der Yale University.
Sie ist die Schwester der Umweltaktivistin Judi Bari (1949–1997).

## Schriften
- Das geklonte Leben. Ein Jahrhundert-Experiment verändert die Zukunft des Menschen, Diana Verlag 1997 (englisches Original: Clone: The Road to Dolly, and the Path Ahead, William Morrow and Company 1998), ISBN 978-3828450059
- Influenza, Fischer (S.) 2001, Fischer (Tb.) 2006 (englisches Original: Flu: The Story of the Great Influenza Pandemic of 1918 and the Search for the Virus that Caused It, Straus and Giroux 1999, Touchstone 2001), ISBN 978-3100383204
- Sex in America: A Definitive Survey, Little Brown and Company 1994, ISBN 0-316-07524-8 (out of print)
- The Baby Doctors: Probing the Limits of Fetal Medicine, Dell 1991, ISBN 0-440-21011-9
- Ultimate Fitness: The Quest for Truth about Health and Exercise, Straus and Giroux 2001, ISBN 0-374-20477-2
- Rethinking Thin: The new science of weight loss – and the myths and realities of dieting, Picador. 2007. ISBN 0-312-42785-9.